# Taling
Taling is een benaming voor diverse kleine eenden. In Nederland en Vlaanderen komen de Zomertaling en Wintertaling voor.
Er is geen eenduidige definitie van de term en de talingen zijn onderverdeeld in diverse geslachten binnen de familie Anatidae (ook eendachtigen of eenden, ganzen en zwanen genoemd). De term taling is dan ook niet direct te vertalen. De Engelse term teal komt gedeeltelijk overeen met Nederlandse namen, net als het Franse Sarcelle, maar in het Duits worden voor alle hier genoemde talingen de term Ente gebruikt. 
Hier volgt een lijst van talingen binnen diverse geslachten.

In het geslacht Anas:
- Amerikaanse wintertaling (Anas carolinensis)
- Andamanentaling (Anas albogularis)
- Andestaling (Anas andium)
- Aucklandtaling (Anas aucklandica)
- Australische taling (Anas gracilis)
- Bruine taling (Anas chlorotis)
- Campbelltaling (Anas nesiotis)
- Chileense taling (Anas flavirostris)
- Indische taling (Anas gibberifrons)
- Kaapse taling (Anas capensis)
- Kastanjetaling (Anas castanea)
- Laysantaling of Laysaneend (Anas laysanensis)
- Madagaskartaling (Anas bernieri)
- Mauritiustaling of Mauritiuseend (Anas theodori), uitgestorven in 1696
- Wintertaling (Anas crecca)

In het geslacht Spatula:
- Blauwvleugeltaling (Spatula discors)
- Gouden taling (Spatula hottentota)
- Kaneeltaling (Spatula cyanoptera)
- Punataling (Spatula puna)
- Zilvertaling (Spatula versicolor)
- Zomertaling (Spatula querquedula)

In het geslacht Callonetta:
- Ringtaling (Callonetta leucophrys)

In het geslacht Sibirionetta:
- Siberische taling (Sibirionetta formosa)

In het geslacht Amazonetta:
- Amazonetaling (Amazonetta brasiliensis)